# Spójnica lucernowa
Spójnica lucernowa (Melitta leporina) – gatunek pszczół z rodziny spójnicowatych (Melittidae) i podrodziny spójnic (Melittinae), zaliczany do pszczół samotnic.
Mniejsza od pszczoły miodnej. Ruda lub szara, z białawymi przepaskami na odwłoku i zgrubiałym ostatnim członem stóp. Przednie skrzydła z trzema komórkami kubitalnymi. Gniazda zakłada w ziemi. Jest jednym z najlepszych zapylaczy lucerny. Występuje prawie w całej Polsce.